# Wilhelm Jung (Politiker, 1795)
Johann Wilhelm Jung (* 30. Januar 1795; † 22. März 1865 in Mainz) war ein deutscher Richter, hessischer Politiker und Abgeordneter der 2. Kammer der Landstände des Großherzogtums Hessen.

## Leben
Wilhelm Jung war der Sohn des Franz Wilhelm Jung (1767–1833) und dessen Ehefrau Maria Jacoba, geborene Perponcher-Sedlnitzky. Jung heiratete am 30. Oktober 1823 in Mainz Susanna Elisabetha geborene Reiche.
Jung studierte Rechtswissenschaften und wurde zum Dr. jur. promoviert. Anschließend war er Substitut am Kreisgericht Mainz. 1831 wurde er Generaladvokat am Obergericht Mainz, wo er 1836 Mitglied und Rat und 1857 Geheimer Obergerichtsrat wurde.
Von 1841 bis 1847 gehörte er der Zweiten Kammer der Landstände an. Er wurde für den Wahlbezirk Rheinhessen 4/Wörrstadt gewählt.